# Otal
Otal est un village de la province de Huesca, situé à environ six kilomètres à l'ouest-sud-ouest de Broto, à laquelle il est rattaché administrativement, à 1 465 mètres d'altitude. 
La première mention du village dans des sources écrites remonte à 1100. L'église romane du village est dédiée à saint Michel, remonte au XIIe siècle, mais seule l'abside de style roman mozarabe subsiste de cette période, le reste de l'édifice remontant aux XVIe siècle et XVIIe siècle. De façon inhabituelle, des sépultures ont été aménagées directement dans la paroi de l'abside). Le linteau de la casa Oliván, daté de 1579, a été transporté par hélicoptères jusqu'au musée du Serrablo, à Sabiñánigo.
Otal a compté jusqu'à 8 maisons occupées et 59 habitants d'après le recensement de 1842. Elle constitue brièvement une municipalité à cette époque avant d'être rattachée à Basarán, puis à Broto. Il ne comptait plus que 4 habitants en 1970. Il est aujourd'hui inhabité.